# Marcantonio Raimondi

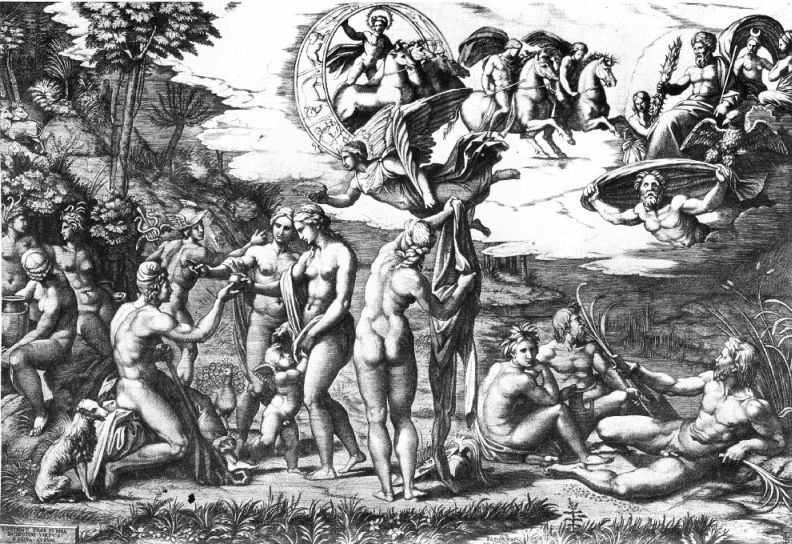
Raimondi, het oordeel van Paris. Manet erkende dat hij door dit werk beïnvloed was bij het maken van zijn "dejeuner sur l'herbe"

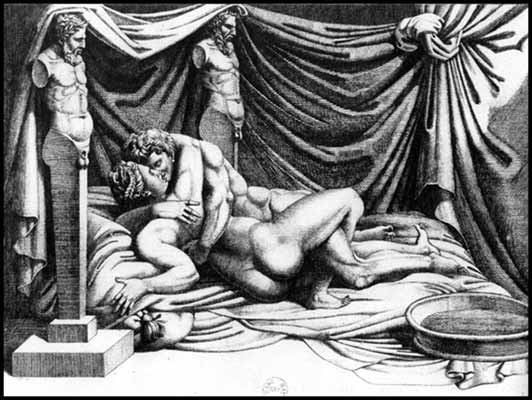
afbeelding uit de I Modi

Marcantonio Raimondi (Bologna, 1480 - Rome, 1534) was de belangrijkste graveur van de Italiaanse renaissance. Hij wordt ook wel de grondlegger van de reproductieve kunst genoemd.
Raimondi leerde zijn vak in Bologna waar hij tot 1509 woonde. Hierna vertrok hij naar Venetië waar hij tot 1509 resideerde en onder andere de serie "Rafael's droom" graveerde. Vanaf 1510 was hij werkzaam in Rome waar hij de rest van zijn leven doorbracht. Ondanks het feit dat hij ook eigen werk heeft vervaardigd is hij vooral bekend om zijn kopergravures naar originelen van onder andere Michelangelo, Peruzzi en Rafael. De laatste zou zelfs een groot deel van zijn roem in de 16e eeuw te danken hebben aan de gravures van Raimondi. Niet iedereen was even blij met het feit dat hij kopieerde, Dürer beschuldigde hem van oneigenlijk gebruik van zijn serie "Het leven van Maria".
Rond 1524 werd Marcantonio kort gevangengezet door paus Clemens VII voor het maken van de I Modi reeks van erotische gravures op basis van Giulio Romano's schilderijen. Deze gravures die werden voorzien van Pietro Aretino's sonnetten.
Het werk van Raimondi werd tot in de 19e eeuw geprezen door verzamelaars.
- Art Gallery of South Australia: 3994
- Bibsys: 15041894
- Biblioteca Nacional de España: XX1037897
- Bibliothèque nationale de France: cb11957409s (data)
- Catàleg d'autoritats de noms i títols de Catalunya: 981058522435206706
- Stuttgart Database of Scientific Illustrators 1450–1950: 4644
- Gemeinsame Normdatei: 118787748
- International Standard Name Identifier: 0000 0001 2053 1595
- KulturNav: e1f87def-7c48-4f46-b69f-58b70e99a0d8
- Library of Congress Control Number: n82045036
- Nationale Bibliotheek van Letland: 000251860
- National Gallery of Victoria: 3598
- Nationale Bibliotheek van Tsjechië: jn20031223026
- Nationale Bibliotheek van Israël: 987007276122605171
- Nederlandse Thesaurus van Auteursnamen: 070992010
- RKD-Nederlands Instituut voor Kunstgeschiedenis: 65470
- Istituto Centrale per il Catalogo Unico: RAVV027962
- SNAC: w68s4zc8
- Système universitaire de documentation: 027559661
- Museum of New Zealand Te Papa Tongarewa: 1898
- Union List of Artist Names: 500030773
- Virtual International Authority File: 86615512
- WorldCat: E39PBJc3Hprt7hHtjrCPQgFdwC